# 豆莫婁

5世紀頃の東夷諸国と豆莫婁の位置。

豆莫婁（呉音：づまくる、漢音：とうばくろう、拼音：Dòumòlóu）は、6世紀から8世紀にかけて中国東北部の嫩江流域に存在した民族。北夫余の末裔であるが、モンゴル系の言語を話す。大莫盧・達末婁とも表記される。

## 歴史
北夫余が高句麗によって滅ぼされると、その生き残りは那河もしくは他漏河を渡ってそこに住み、豆莫婁となった。
唐代になると豆莫婁は達末婁と呼ばれ、開元11年（723年）に達末婁は達姤とともに唐に朝貢した。

## 言語系統
『魏書』『北史』に「旧北扶余である」と記されているため、扶余諸語に思われるが、『魏書』『北史』の失韋国の条に「語は庫莫奚・契丹・豆莫婁国と同じ」とあることから、モンゴル系とも考えられる。いずれにしても、定説はなく、今後の研究を待たねばならない。

## 地理
史書によると、勿吉国から北へ千里、洛陽から6千里の距離に在り、西には室韋がいて東は海（日本海）に行きつく、東西2千里の範囲に暮らしている。「東夷において最も平坦な地」とある。五穀を栽培するのに適しているが、五果（桃・李・杏・棗・栗）には適さないという。

## 習俗
豆莫婁の人々は背が高く、性格は強勇謹厚で略奪を行わない。君長は六畜（馬・牛・羊・犬・豕・鶏）の名をもって官名とし、邑落には豪帥がいる。飲食のときは勿吉とは違って俎豆（そとう）を用いる。麻布があり、衣製は高句麗の類で帽子が大きい。大人は金銀の装飾品を身につける。

### 刑罰
刑法は夫余時代のままで、刑は厳しく、殺人者は死刑となり、その家人を奴婢とする。淫らで妬ましい者は殺してその屍を国の南山上に置いて腐らせる。遺族がこの遺体を取り返したかったら、牛馬と交換で遺体を取り戻すことができる。

## 参考資料
- 『魏書』（列伝第八十八）
- 『北史』（列伝第八十二）
- 『新唐書』（列伝第一百四十五 東夷）